# African Minerals

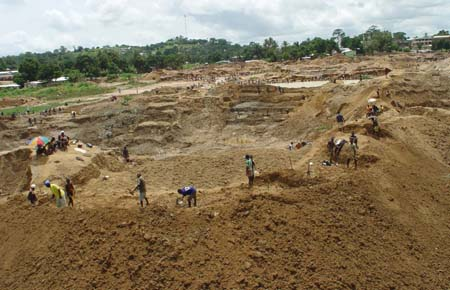
Diamantenabbau in Sierra Leone

African Minerals Ltd. (AML) war ein seit August 2007 bestehendes Unternehmen, das ehemals als Sierra Leone Diamond Company Ltd. (SLDC) bekannt und einer der führenden Bergbauunternehmen und Diamantenproduzenten in Afrika war. 
Das Unternehmen wurde 2015 in Liquidation gestellt. Die 75%igen Anteile am Bergbaugebiet Tonokilli wurden vom chinesischen Unternehmen Shandong Iron and Steel übernommen.

## Abbaugebiete
Sierra Leone, die Heimat der Hauptaktivitäten von AML gilt als eines der Rohstoffreichsten Länder der Erde. Neben Diamanten werden hier vor allem Rutil, Bauxit, Uran, Eisenerz und Gold abgebaut.
AML baut in verschiedenen Gebieten in Sierra Leone auf einer Fläche von mehr als 41.000 km² ab. Im Gebiet Tonkolili und Marampa vor allem Eisenerz und Diamanten im Gebiet von Konama. Derzeit werden mehrere neue Abbaugebiete insbesondere für Diamanten und Gold erforscht.